# Кара (город, Того)
Кара (фр. Kara) — город в северо-восточной части Того, административный центр области Кара.

## География
Расположен в 413 км к северу от столицы страны, города Ломе, недалеко от границы с Бенином. Абсолютная высота — 312 метров над уровнем моря.

## Население
По данным на 2013 год численность населения составляет 112 247 человек.
Динамика численности населения города по годам:
| 1981   | 1987   | 2000   | 2002   | 2003   | 2004   | 2005    | 2013    |
| ------ | ------ | ------ | ------ | ------ | ------ | ------- | ------- |
| 28 902 | 41 000 | 82 000 | 92 000 | 95 000 | 99 000 | 100 400 | 112 247 |

## Экономика и транспорт
В городе производят цемент,  сельское хозяйство развито ограничено из-за каменистости почв.
Центр торговли и коммерции
В городе есть Университет 
В нескольких километрах к северу от Кары, в городе Ньямтугу, находится международный аэропорт.

## Галерея

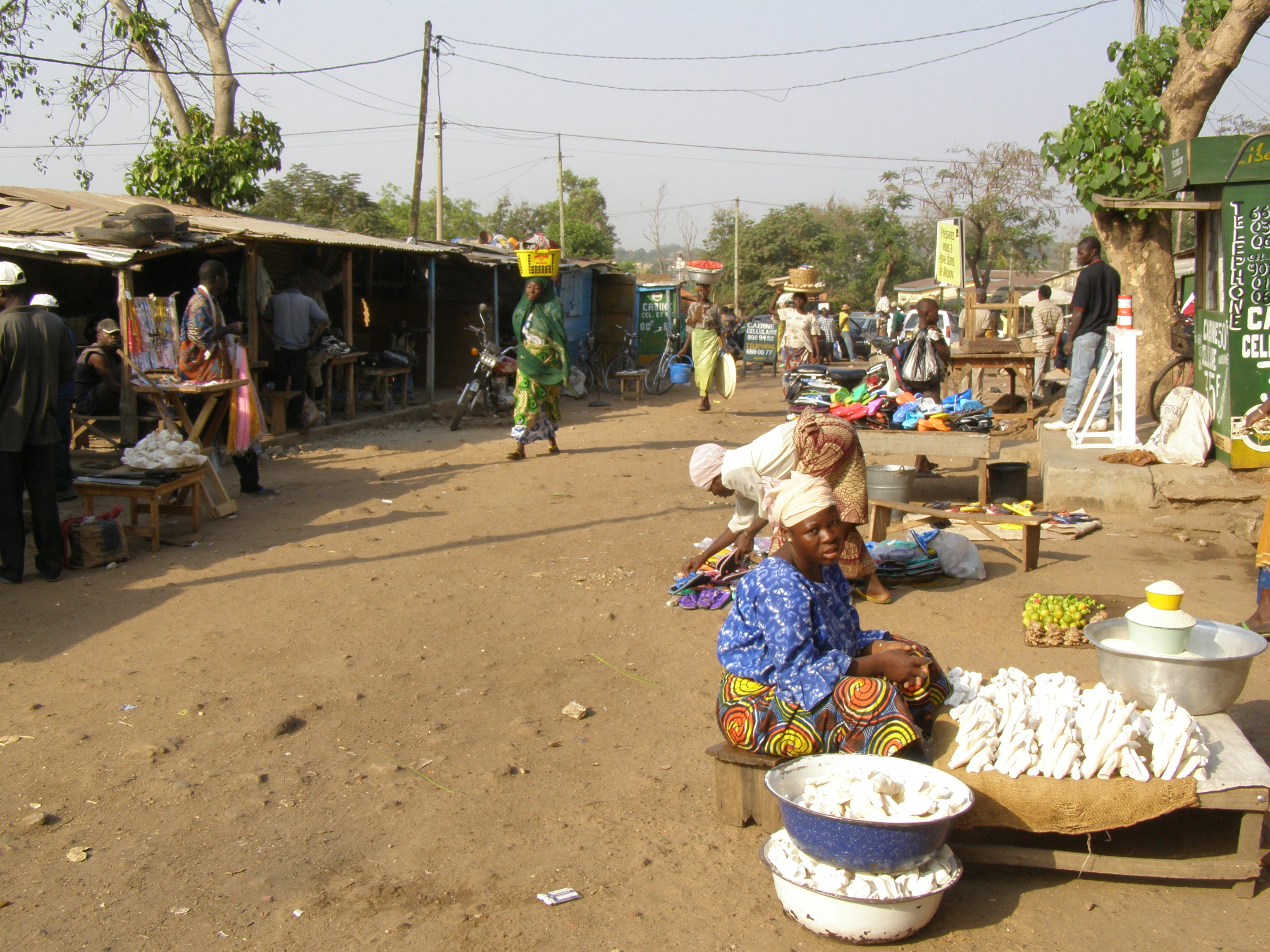
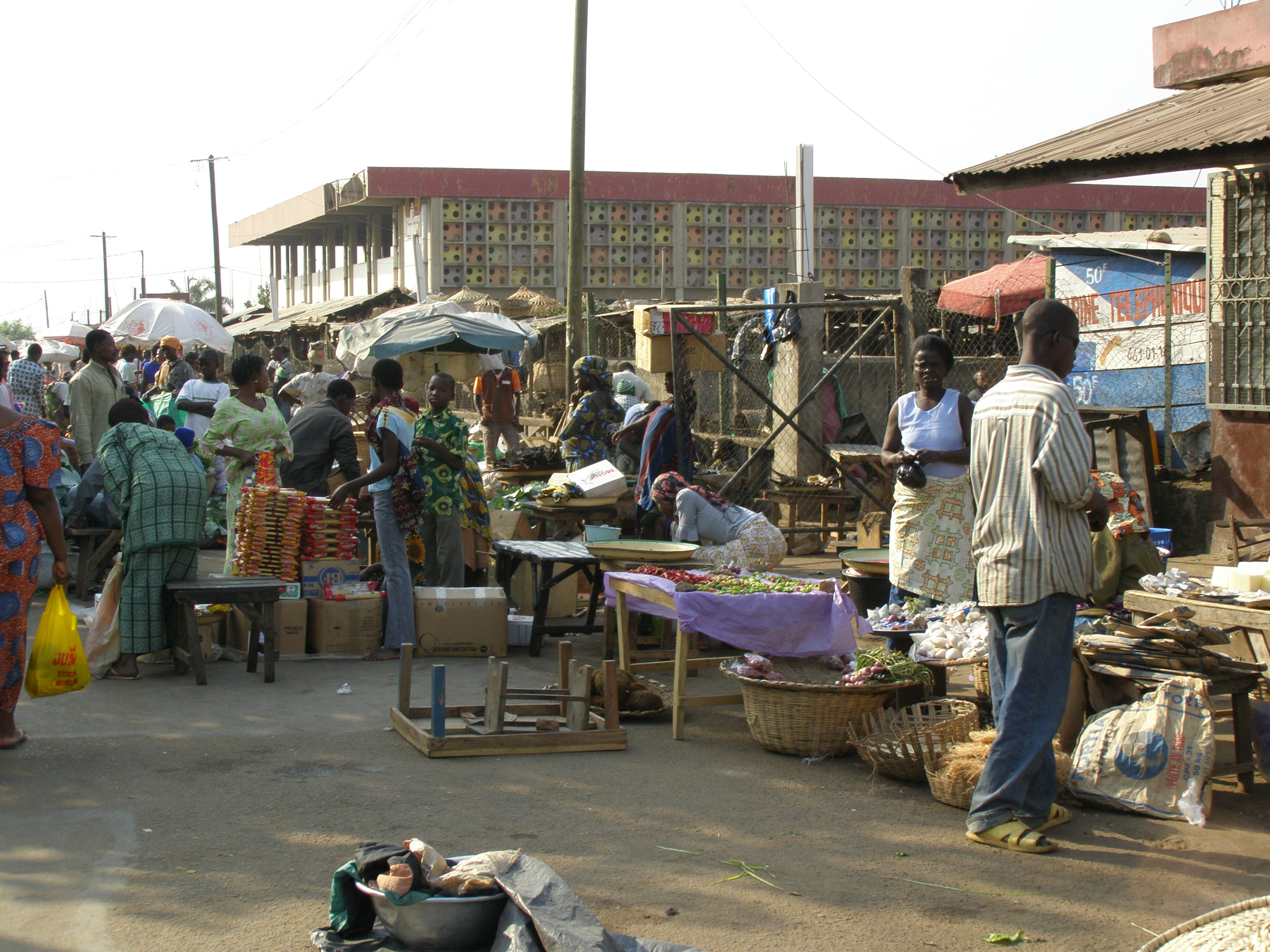
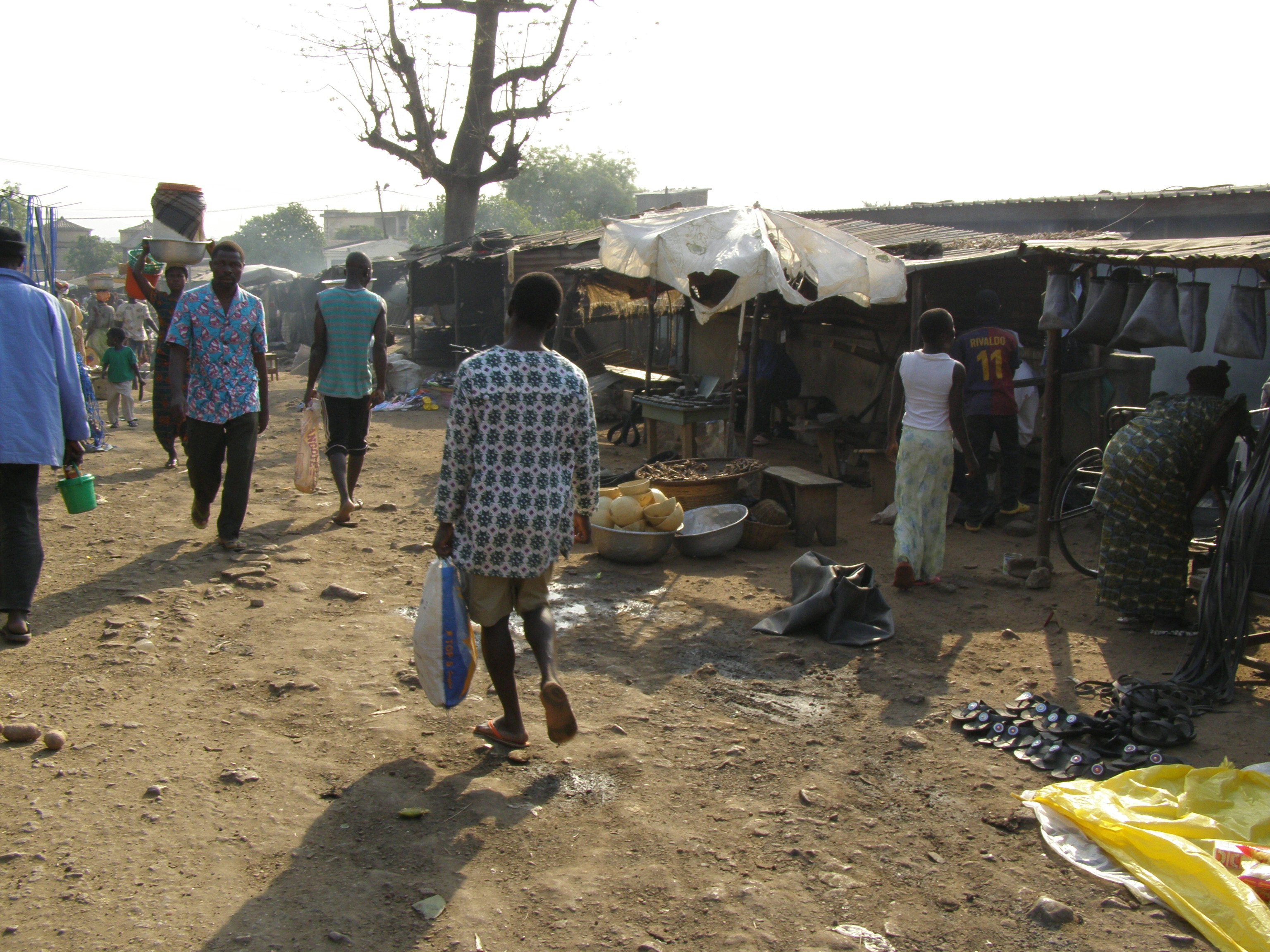